# Zhang Yaokun
Zhang Yaokun (en chino tradicional, 張耀坤; en chino simplificado, 张耀坤; pinyin, Zhāng Yàokūn; Dalian, China, 17 de abril de 1981) es un exfutbolista de China que jugaba en la posición de defensa.

## Carrera

### Club
| Periodo   | Club                         | Apariciones | Goles |
| --------- | ---------------------------- | ----------- | ----- |
| 1998-2012 | Dalian Shide                 | 272         | 16    |
| 2005      | → Sichuan Guancheng (cedido) | 26          | 1     |
| 2013–2016 | Guangzhou R&F                | 113         | 1     |
| 2017–2018 | Wuhan Zall                   | 48          | 1     |

### Selección nacional
Jugó para China en 39 ocasiones de 2004 a 2009 y anotó tres goles; participó en dos ediciones de la Copa Asiática y en los Juegos Asiáticos de 2002.

## Logros

### Club
- Liga Jia-A: 1998, 2000, 2001, 2002
- Chinese FA Cup: 2001
- Chinese FA Super Cup: 2000, 2002
- China League One: 2018[5]

### Selección nacional
- East Asian Football Championship: 2005

### Individual
- Equipo del Año de la Superliga China: 2004

## Estadísticas

### Goles con selección nacional
| # | Fecha      | Sede                     | Rival          | Resultado | Torneo                                               |
| - | ---------- | ------------------------ | -------------- | --------- | ---------------------------------------------------- |
| 1 | 19-6-2005  | Changsha, China          | Costa Rica     | 2–2       | Amistoso                                             |
| 2 | 2-6-2007   | San Jose, Estados Unidos | Estados Unidos | 1–4       | Amistoso                                             |
| 3 | 28-10-2007 | Kuala Lumpur, Malasia    | Birmania       | 4–0       | Clasificación para la Copa Mundial de Fútbol de 2010 |